# Acide picramique
L’acide picramique s'obtient en faisant agir sur l'acide picrique des glucides réducteurs en milieu alcalin et à chaud. Il prend alors une teinte rouge. C'est donc un dérivé de réduction.